# Little Cumbrae
Little Cumbrae (en gaélique écossais : Cumaradh Beag) est une île du Firth of Clyde dans le comté du North Ayrshire, en Écosse. L'île est désormais une île privée depuis son rachat.

## Étymologie
Le mot gaélique Cumaradh signifie « lieu du peuple Cymric » se référant aux habitants du Royaume de Strathclyde.

## Géographie
L'île se trouve à peine à un kilomètre de sa voisine Great Cumbrae, à quelques kilomètres de la ville de Largs, à environ 53 km de Glasgow. Les îles sont appelées collectiement The Cumbraes (en). C'est une île rude et rocheuse, avec de nombreuses falaises et des affleurements rocheux.

## Histoire
Un château, le Little Cumbrae Castle (en), avait été construit par le roi , qui a été démoli par les soldats de en 1653. Au début du 20e siècle, sous la propriété d'Evelyn Stuart Parker, une nouvelle « maison de maître » d'un seul étage a été créée  par Evelyn Stuart Parker. Des jardins ont été aménagés selon un plan de Gertrude Jekyll, un jardinier renommé. L'œuvre originale a commencé en 1913, avec des modifications faites entre 1926 et 1929 quand une tour carrée et un second étage ont été ajoutés.

## Phare
Le phare existant a été construit en 1793. Un premier avait été érigé dès 1757.